# Райналд I (Гелдерн)
Райналд I фон Гелдерн (на нидерландски: Reinald I van Gelre, Reinoud I van Gelre, Reinoud de Strijdbare; на немски: Rainald I von Geldern, der Streitbare; * ок. 1255; † 9 октомври 1326, Монфор, Лимбург) е от 10 януари 1271 до 1320 г. граф на Гелдерн и Цутфен и от 1280 до 1288 г. също херцог на Лимбург (de Jure uxoris).

## Живот
Син е на граф Ото II фон Гелдерн († 1271) и втората му съпруга Филипа дьо Дамартен († 1326), дъщеря на Симон дьо Дамартен, граф Омал, и на Мария, графиня дьо Понтийо, внучка на френския крал Луи VII.
Райналд I се жени през 1276 г. за херцогиня Ирмгард (Ерменгард) фон Лимбург (* 1250; † юни 1283), дъщеря на херцог Валрам V фон Лимбург († 1279) и Юта (Юдит) фон Клеве († ок. 1275). Бракът е бездетен.
През 1279 г. той купува Графство Кесел. След смъртта на тъста му Валрам V от Лимбург той става през 1280 г. херцог на Лимбург по правото на съпругата му Ирмгард. През 1283 г. Ирмгард умира бездетна. Райналд I губи битката за наследството на Лимбург на 5 юни 1288 г. при Воринген и е пленен. За да бъде освободен, Райналд I се отказва от Лимбург. Херцог на Лимбург става Ян I от Брабант.
Райналд I има заради битката при Воринген много задължения и залага графството Гелдерн от 1288 до 1293 г. на графовете на Фландрия.
Райналд I се жени втори път в Намюр на 3 юли 1286 г. за Маргарета († 1331) от Фландрия, от фамилията Дом Дампиер, вдовица на тронпринц Александър Шотландски (1264 – 1284), дъщеря на Ги I, граф на Фландрия († 1305) и втората му съпруга Изабела Люксембургска († 1298).
През 1306 г. Райналд I подарява кармелитския манастир Гелдерн. През 1317 г. немският гегенкрал Фридрих Красивия издига Райналд I на имперски княз.
Заради битката при Воринген Райналд I се разболява душевно и през 1320 г. сина му Райналд II с хитрост го хвърля в затвор. Райналд I умира през 1326 г. и е погребан на 21 октомври 1326 г. в манастир Грефентал.

## Деца
Райналд I и втората му съпруга Маргарета от Фландрия († 1331) имат децата:
- Маргарета (1290 † 1333), омъжена (7 май 1308) за Дитрих VII, граф на Клеве (1291 – 1347)
- Райналд II (1295 – 1343), последва баща си като граф на Клеве
- Ги († сл. 1315)
- Елизабет († 1354), абатиса на Св. Клара в Кьолн
- Филипа († 23 август 1352), монахиня в Св. Клара в Кьолн